# پرستوی گلورگه‌ای
پرستوی گلورگه‌ای، پرستوی گلورگه‌دار یا پرستوی گلوراه‌راه (نام علمی: Petrochelidon fluvicola) نام یک گونه از سرده پرستوهای صخره است.

## نگارخانه

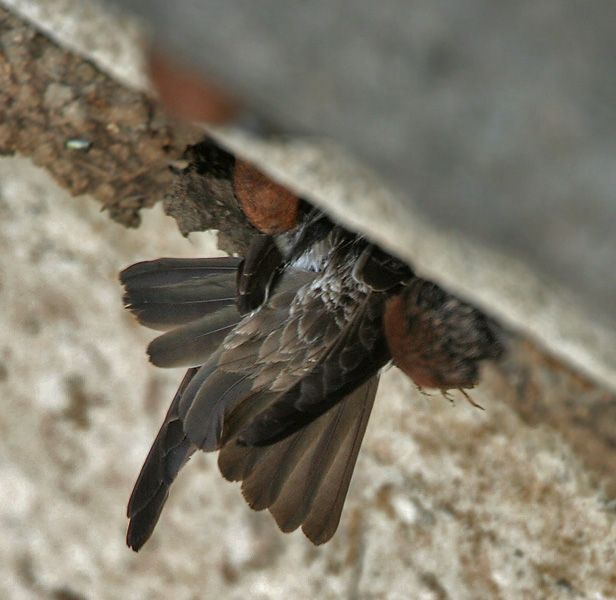
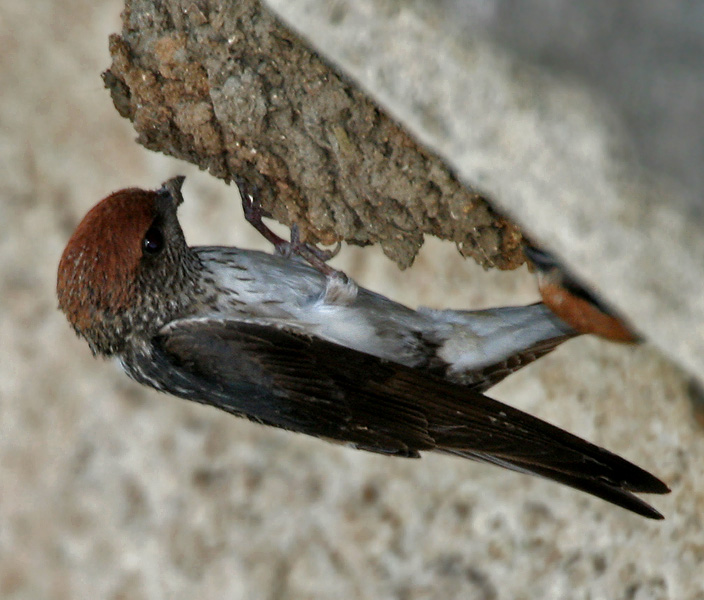
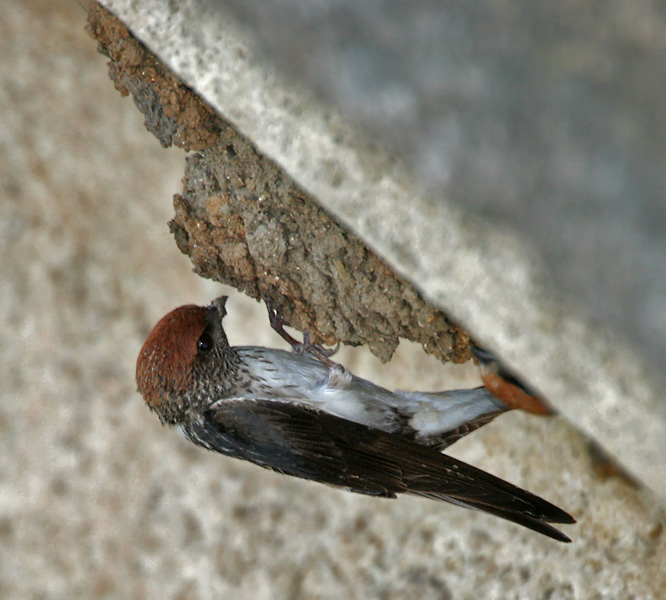
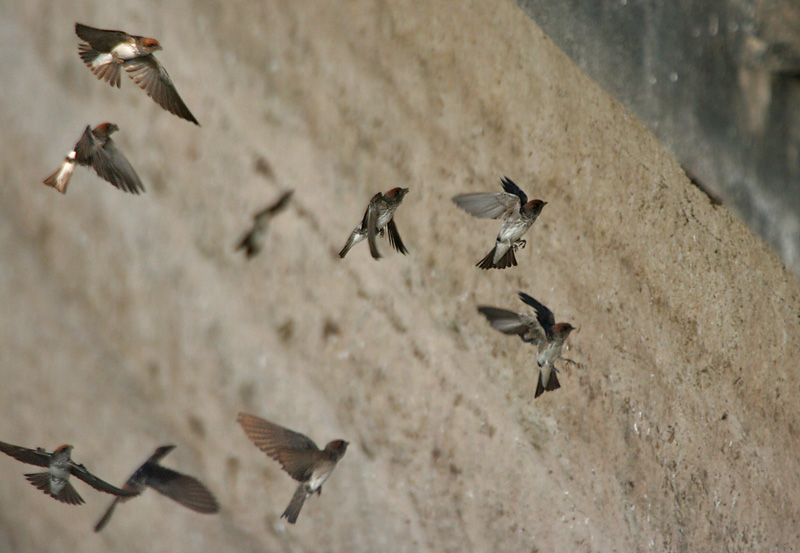
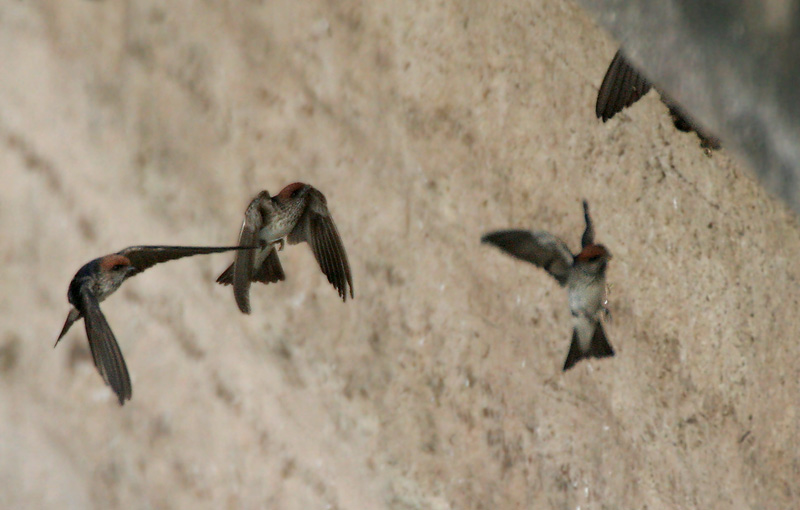
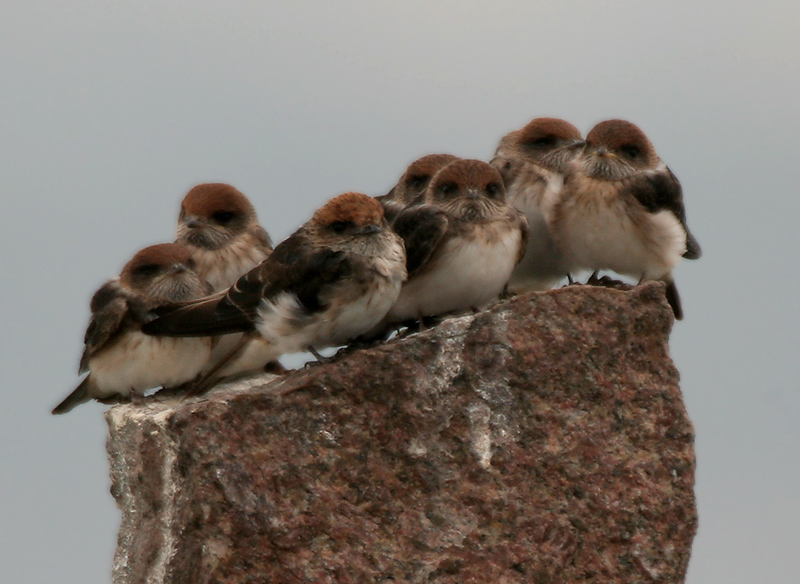
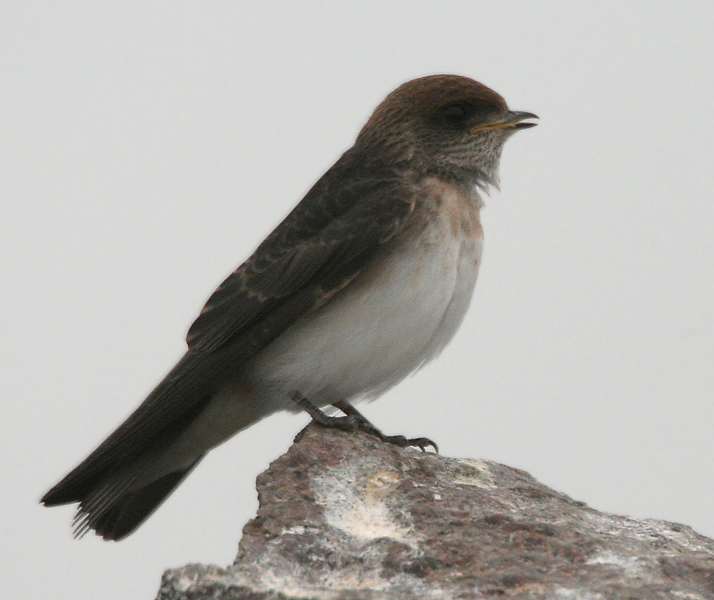
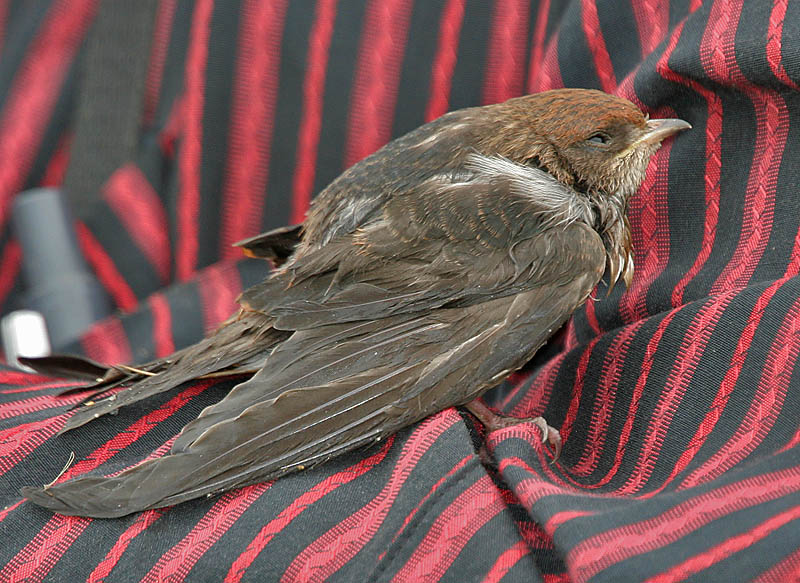
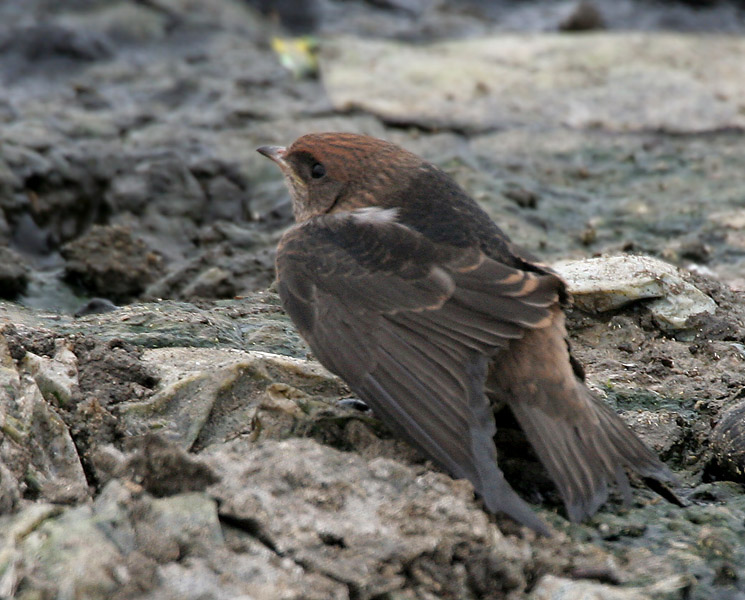
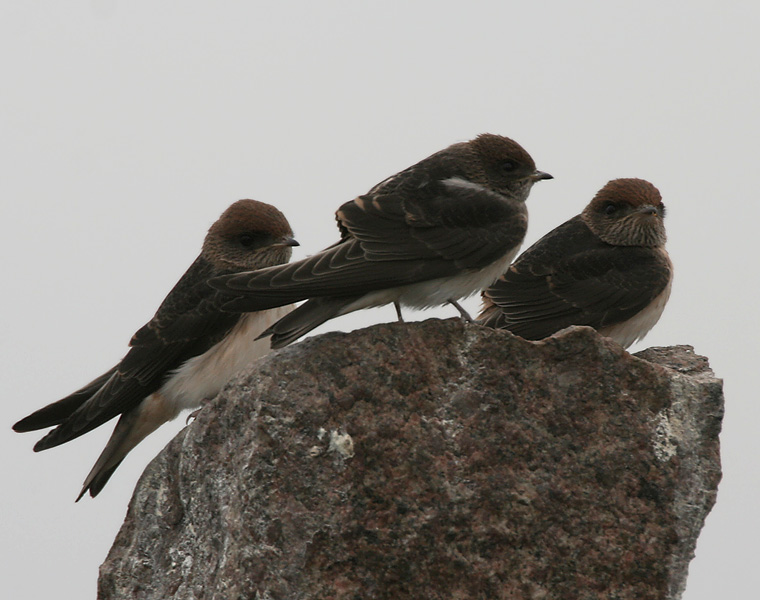
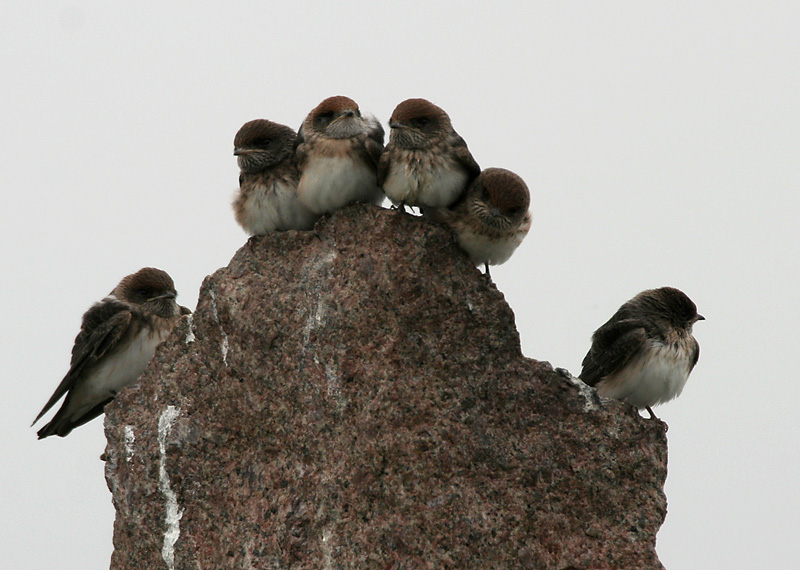
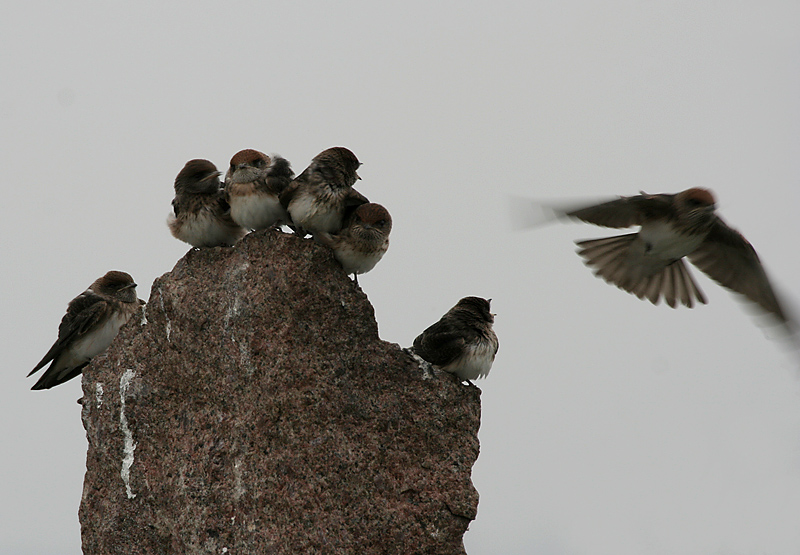
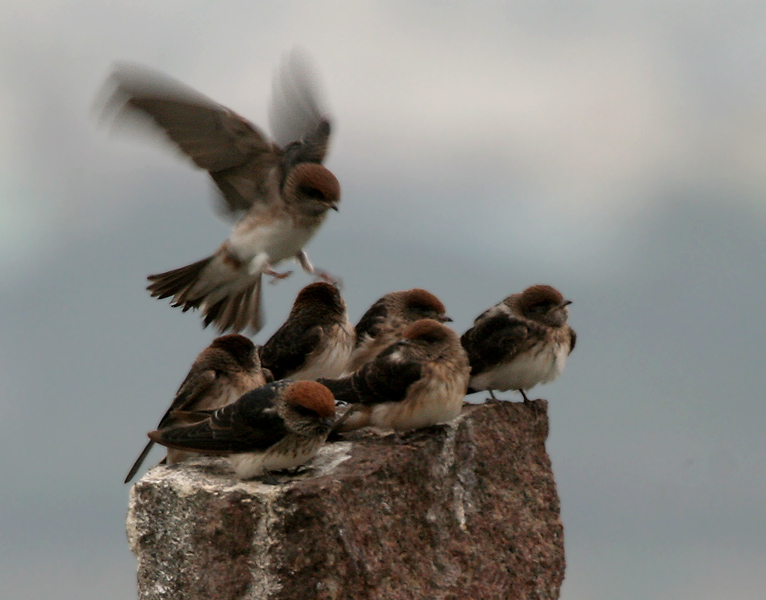
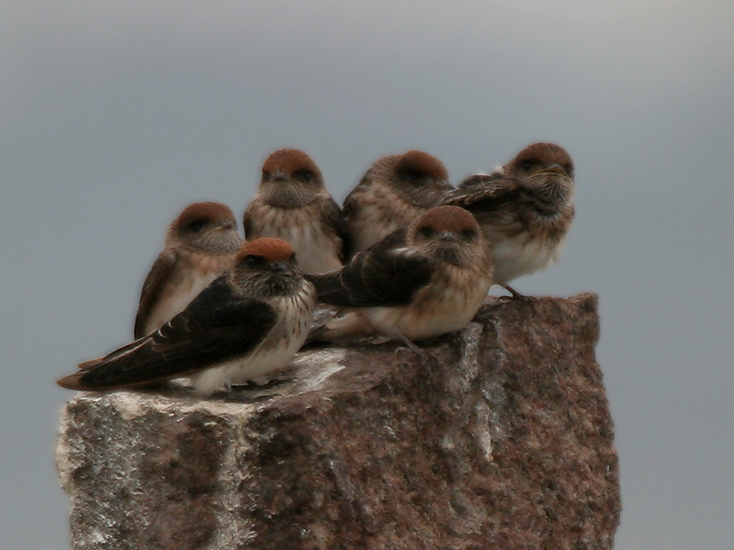